# Círculo Colón-Cervantes
El Círculo Colón-Cervantes fue una asociación de hispanos constituida en la Ciudad de Nueva York, Estados Unidos, en 1891.

## Historia
Uno de los socios fundadores fue el escultor e ilustrador valenciano Fernando Miranda y Casellas. Tuvo como directivos al cónsul general de México y al cónsul de España en Estados Unidos. Se realizaron varias reuniones para conmemorar el IV Centenario del Descubrimiento de América. Propusieron la realización de un desfile con ambientación histórica, que fue apoyado por la comunidad italiana de la ciudad y desarrollado por el Ayuntamiento de Nueva York.

### El desfile del 12 de octubre de 1892
La noche del 12 de octubre de 1892 tuvo lugar el desfile con temática histórica en Nueva York. Este empezó con 5 000 ciclistas con faroles rojos y azules y, tras ellos, un grupo de indios. Luego había una sucesión de carrozas precedidas por heraldos. La primera carroza se llamaba El Carro de la Fama y consistía en un hemisferio occidental coronado por una figura alada con una trompeta, representando la Fama, en representación de los grandes triunfos alcanzados por América, Europa, Asia, África y Oceanía, que tenían símbolos alegóricos en las cuatro esquinas. La siguiente carroza se titulaba La Edad de Piedra, con figuras de los indios precolombinos y de la fauna americana. La carroza titulada El Carro de los Adoradores del Sol había una pirámide tolteca rodeada por indios que ofrecían cuencos con ofrendas y, tras ella, había grupos de indios aztecas, crows, pawnees, mohicanos, etcétera. Posteriormente iba otro grupo de ciclistas. Luego, bandas de música. Posteriormente, junto a indios hispanoamericanos, iban personas vestidas de Isabel la Católica, Cristóbal Colón, Juan Caboto, Américo Vespucio, Hernán Cortés, Francisco Pizarro, Juan Ponce de León, Henry Hudson y otros. Luego iba otra carroza, titulada El Carro de la Ciencia. A continuación iba a una representación de la carabela Santa María, seguida por personas vestidas de su tripulación y acompañados por hispanoamericanos residentes en Nueva York. Luego iban los puritanos, los colonos holandeses y los cuáqueros con William Penn. Tras estos iba una carroza titulada El Carro del Capitolio, rodeada por doncellas representando los estados del país. Tras esto iba el Carro de la Libertad, con figuras de Ulysses S. Grant y Abraham Lincoln. Finalmente, iba el Carro de Electra, con una figura de Thomas Edison domando a la electricidad, representada por una hidra. La Bolsa de Nueva York tuvo su propia carroza, titulada La Riqueza. Participaron un total de 14 carrozas.

### Propuesta de un monumento a Colón
Esta institución le encargó un monumento a Cristóbal Colón a Fernando Miranda y Casellas, que pretendía ubicarse en la confluencia entre la Quinta Avenida y la calle 59 El monumento diseñado por Miranda consistía en una fuente con un grupo escultórico de Colón acompañado por los hermanos Pinzón. Finalmente, su proyecto no se llevó a cabo, pero sí que se pusieron dos monumentos a Colón en la ciudad: el de Columbus Circle en 1892 y el de Central Park en 1893, este último promovido por la Sociedad Genealógica y Biográfica de Nueva York.

### Gala de 1893
En 1893 organizó una gala en honor de la infanta Eulalia y su esposo Antonio en el Madison Square Garden.